# Електрохимия
Електрохимията е дял от физикохимията. Тя изследва връзката между електричеството и химичните процеси, в по-тесен смисъл равновесието на електролити в разтвори, електропроводимостта им, галванични вериги, електродните процеси и др. Електрохимията има голямо значение за практиката.